# ای‌اس‌ال ایرلاینز بلژیک
ای‌اس‌ال ایرلاینز بلژیک (انگلیسی: ASL Airlines Belgium) شرکت هواپیمایی بلژیکی است، که در سال ۱۹۹۹ تأسیس شد.